# Tânia Rodrigues
Tânia Rodrigues é uma política brasileira, filiada ao PDT.

## Biografia
Tania Rodrigues é médica formada pela Universidade Federal Fluminense (já aposentada) e se destacou por ser militante da causa da pessoa com deficiência.
Em 1981 ajudou a fundar a Associação Niteroiense de Deficientes Físicos - ANDEF.
Foi fundadora e Secretaria da Organização Nacional de Entidades de Deficientes Físicos, entre 1984 e 1986.
Foi Vereadora de Niterói entre 1992 e 1994.
Exerceu mandatos de Deputada Estadual entre 1994 e 2003 com vasta produção Legislativa e atuação em várias CPIs.
Em 2012 voltou a Câmara de Niterói sendo a quinta Vereadora mais votada.
Em 2014, concorreu a uma vaga na ALERJ para a legislatura 2015-2019, sendo eleita suplente na coligação. Assumiu o cargo em 2015 após Cidinha Campos ser escolhida secretária no Governo Pezão.
Logo no início de seu mandato, votou a favor da nomeação de Domingos Brazão para o Tribunal de Contas do Estado do Rio de Janeiro, nomeação que foi muito criticada na época.
Em abril de 2016, deixou o cargo,quando o PDT deixou a base aliada do governador Luiz Fernando Pezão,e Cidinha Campos reassumiu sua cadeira na ALERJ.